# Хаузер, Фрэнк
Фрэнк Хаузер (англ. Frank Houser; 15 марта 1916, Сан-Франциско — 12 октября 1973, Сан-Франциско) — американский скрипач.
Учился в Калифорнийском университете в Беркли у Артура Аргевича, затем занимался также у Наума Блиндера. В 1935 г. был принят Пьером Монтё в состав возрождённого после пропущенного из-за банкротства сезона Симфонического оркестра Сан-Франциско, в котором провёл всю свою карьеру. В 1957 г. сменил своего учителя Блиндера в качестве концертмейстера, оставаясь за первым пультом до 1964 г., затем перешёл за пульт вице-концертмейстера, сохранив позицию первой скрипки в оркестре Сан-Францисской оперы. Выступал с оркестром и как солист. Также играл вторую скрипку в струнном квартете под руководством Блиндера. Преподавал частным образом (в том числе был одним из первых американских наставников Хайме Ларедо). Умер от лейкемии.